# Крыло чайки (автомобиль)

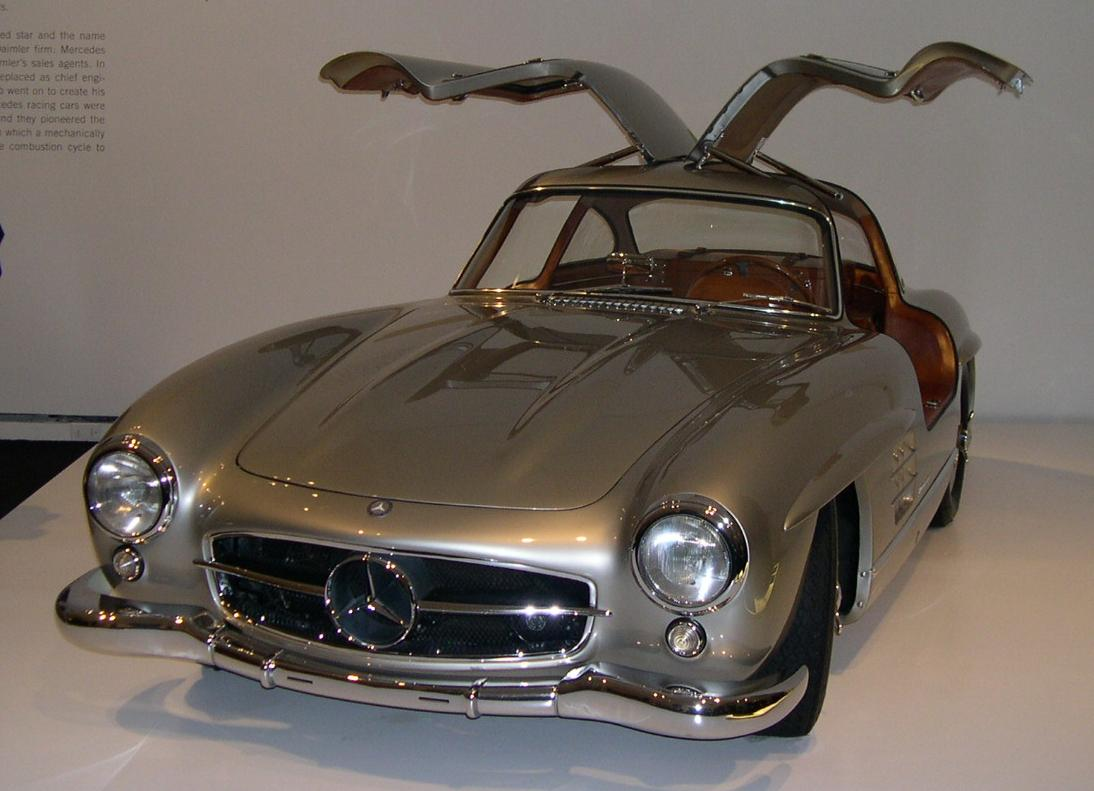
Купе Mercedes-Benz 300SL с дверями «Крылья чайки» в открытом положении

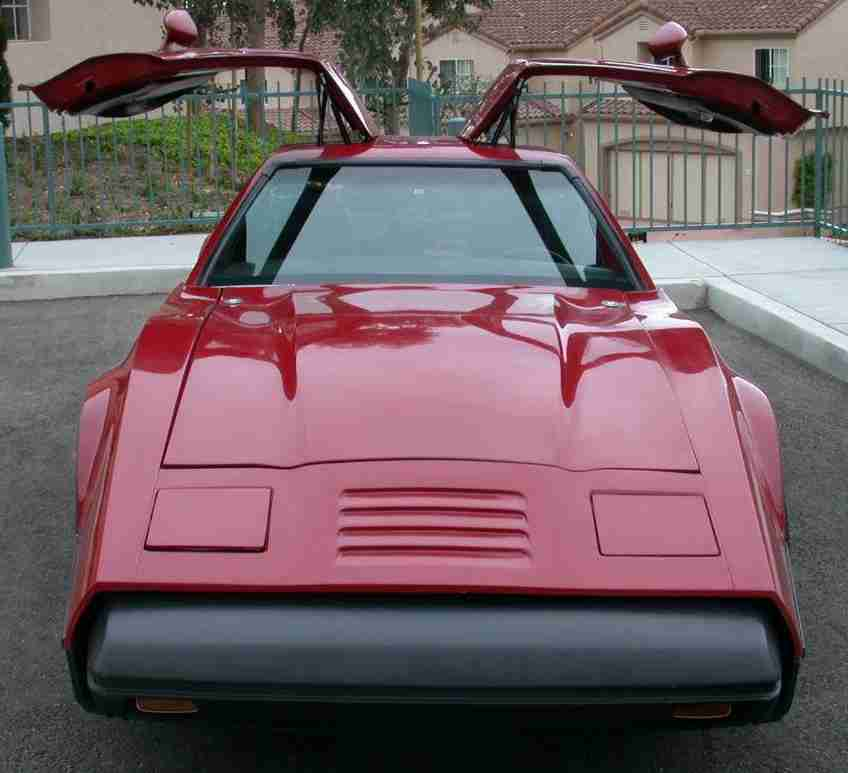
Bricklin SV-1

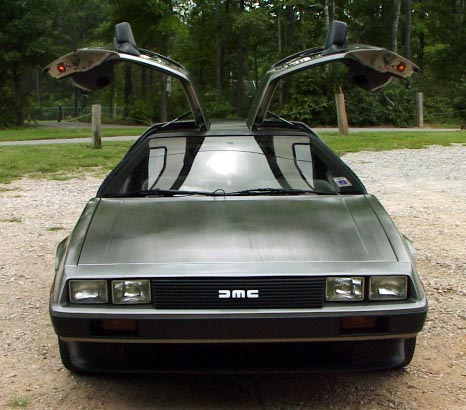
DeLorean DMC-12 с открытыми дверями

«Крыло чайки» (англ. gull-wing door, нем. Flügeltüren) — термин из автомобильной промышленности, означающий двери автомобиля, закреплённые шарнирами не сбоку, а на крыше. Первый обладатель такой двери — спортивный Mercedes-Benz 300SL 1952 года (W194) и его негоночная модификация (W198) 1954 года.
В открытом положении двери похожи на образ чайки с раскрытыми крыльями. Обычные автомобильные двери, как правило, сочленены шарнирами своим передним краем. Дверь при этом распахивается горизонтально.
В отличие от Mercedes-Benz 300SL середины 1950-х и экспериментального Mercedes-Benz C111 начала 1970-х, наиболее известные примеры негоночных автомобилей с дверями «крылья чайки» — это Bricklin SV-1 1970-х годов и DeLorean DMC-12 1980-х, а также суперкар Mercedes-Benz SLS AMG, 2010—2014 годов.

## Практические соображения
Несмотря на распространённое заблуждение, что двери «крылья чайки» — лишь стилистический изыск, их конструкция является очень полезной в узких парковочных местах городов. Будучи правильно спроектированными и балансированными, они требовали совсем небольшого бокового зазора (около 27,5 см в DeLorean), чтобы открыться и обеспечить посадку/высадку лучше, чем с обычными дверями. Самый заметный недостаток дверей типа «крылья чайки» — невозможность выбраться из лежащего на крыше перевёрнутого автомобиля. Выбираться придётся через лобовое стекло. На DeLorean лобовое стекло может быть легко сброшено со своего места в случае опрокидывания.
Концепт-кар Volvo YCC, спроектированный женщинами для женщин, имел двери «крылья-чайки», чтобы упростить размещение в машине детей или сумок с покупками.

## Сложности конструкции
Двери «Крылья чайки» имеют весьма сомнительную репутацию из-за ранних моделей, таких как Mercedes и Bricklin. Модели 300 SL требовалось дверное перепроектирование, так как его трубчатая рама конструкции шасси гоночного автомобиля имела очень высокий дверной порог, который в сочетании с низкой крышей делает дверной проём очень маленьким и низким. Инженеры Mercedes решили эту проблему, позволив открываться ещё и части крыши. Bricklin имел дверь с более привычным проёмом, однако приводящая механизм в действие система была достаточно проблематичной в использовании. За этим следовало ненадёжное функционирование, пока на все Bricklin не был установлен пневмопривод неоригинального изготовления. Кроме того, были определенные опасения, что вследствие максимального уменьшения веса такие двери не обеспечат надлежащую защиту в случае бокового столкновения. Однако подтверждений обоснованности этого беспокойства обнаружено не было.
В DeLorean DMC-12 эти проблемы решили, использовав торсион из твёрдой стали (поставляемый авиастроительной компанией Grumman) для сбалансирования полноразмерной двери и установив простые пневматические стойки, подобные тем, которые используются в хетчбэках для поднятия задних дверей и смягчения их движения.
Устранить другие недостатки такой системы дверей было сложнее. Например, дизайн «Крыло чайки» усложняет создание автомобиля кабриолета, ведь для этого необходимо снять крышу вместе с шарнирами и использовать стандартные двери. Mercedes сделал это в 1958 году, когда заменил купе 300SL с дверями «Крыло чайки» на родстер. Перед DeLorean этой проблемы не возникало, так как создание модификации «кабриолет» никогда не предусматривалось.
Дизайн «Крыло чайки» также усложняет герметизацию дверей от попадания воды через собственную форму и направление движения двери. Многие владельцы DeLorean жаловались на протекание воды, когда пользовались услугами автоматической мойки, где вода подается под высоким давлением, однако в условиях дождя уровень герметизации более чем достаточен.

## Список автомобилей

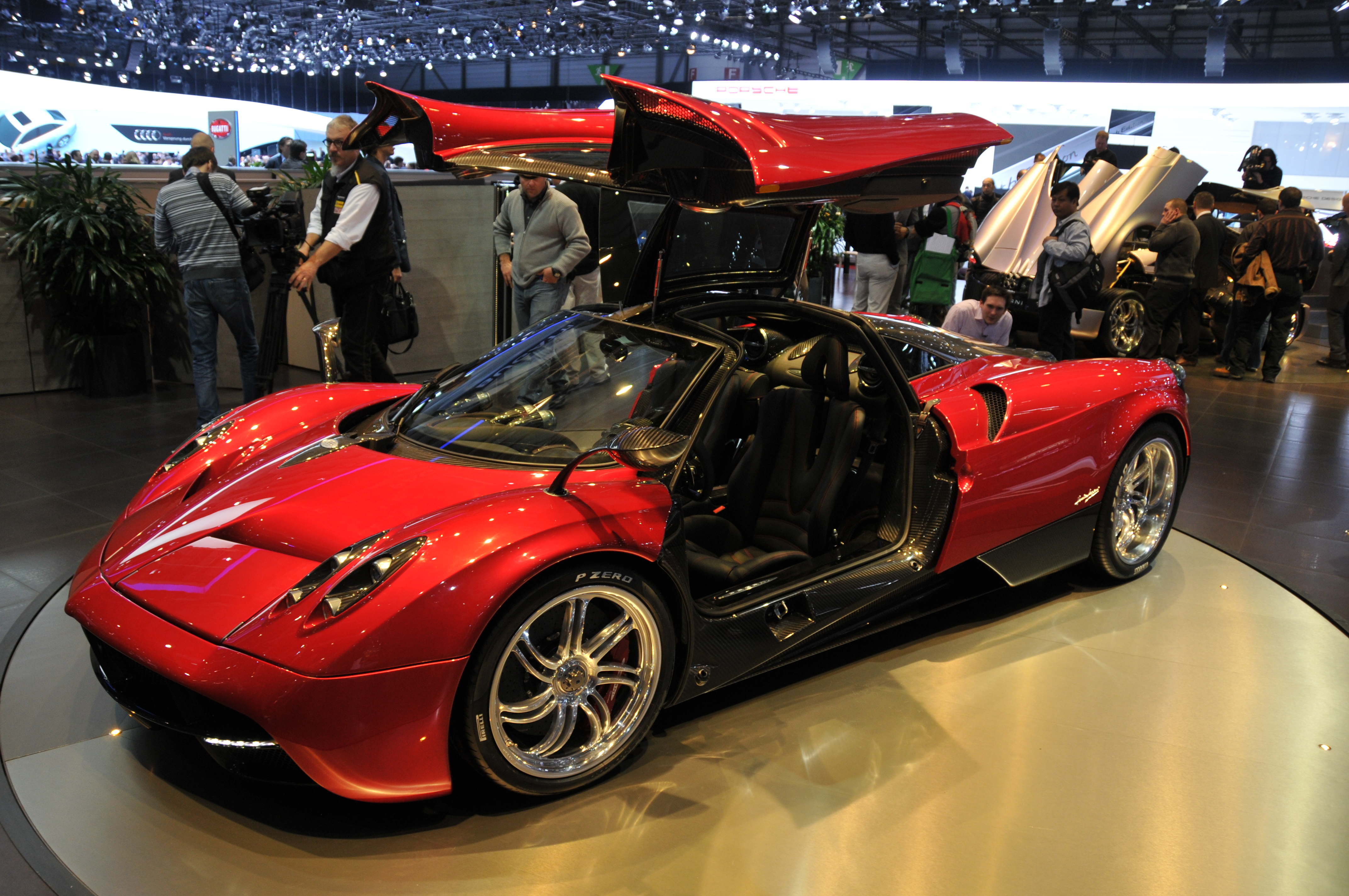
Pagani Huayra

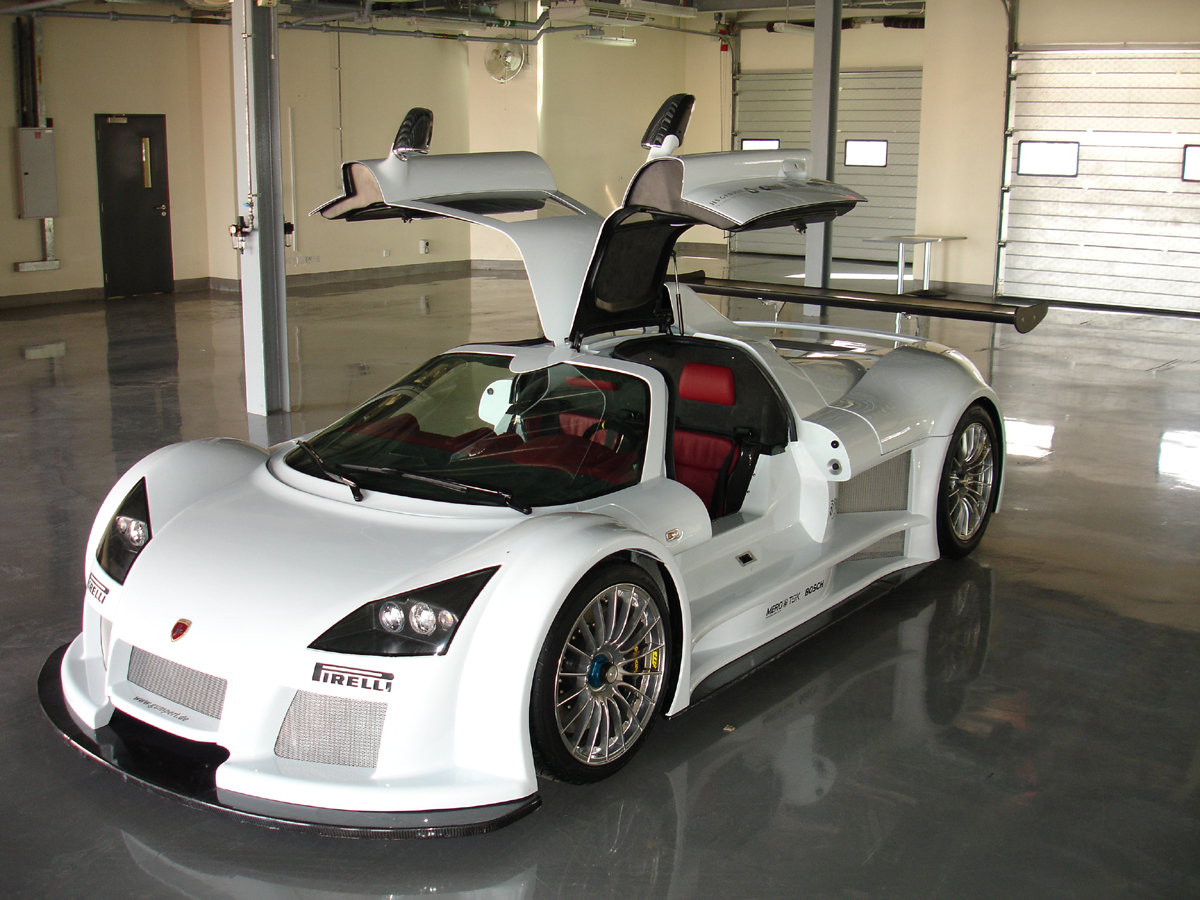
Gumpert Apollo

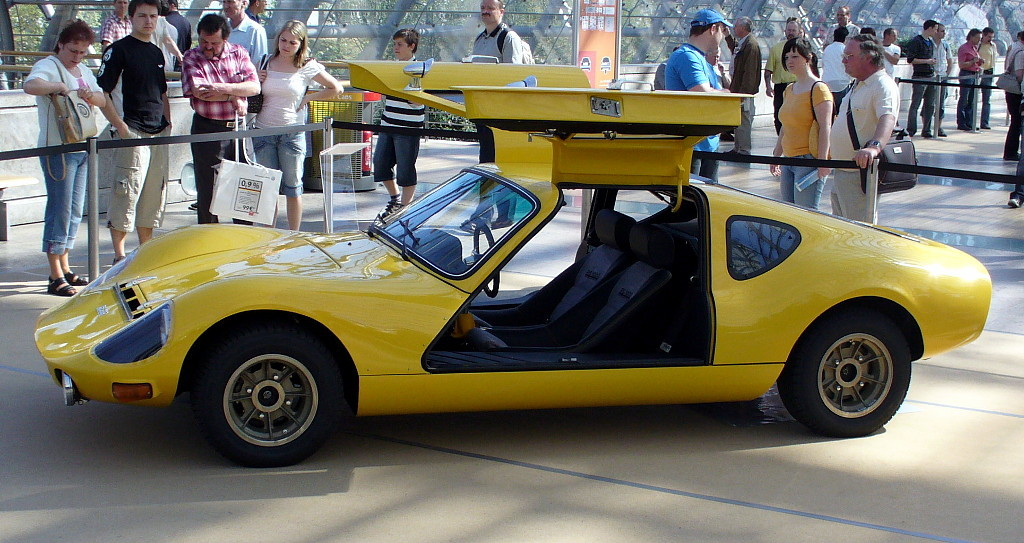
Melkus RS 1000

Ниже (неполный) список серийных автомобилей и кит-каров с дверями типа «Крылья чайки»:

### Серийные автомобили
- Autozam AZ-1 (a Kei car)
- Bricklin SV-1
- Bristol Fighter[англ.]
- DeLorean DMC-12
- De Tomaso Mangusta (моторный отсек)
- Gumpert Apollo
- Isdera Commendatore 112i
- Melkus RS 1000
- Mercedes-Benz 300SL
- Mercedes-Benz SLS AMG
- Pagani Huayra
- Porsche Tapiro
- Autozam AZ-1|Suzuki Cara
- Tesla Model X
- Jiotto Caspita[англ.]
- Lola T70 Mk3[англ.]

### Кит-кары
- AMT[англ.] Piranha
- Bradley[англ.] GTII
- Dare DZ
- Eagle SS Mk1
- Fiberfab[англ.] Aztec 7, известный также как Charger II и Carebee
- Foers Ibex
- GP Talon
- Innes Lee Scorpion K19
- Pelland Sports[англ.]
- Replicar Cursor
- RPB[англ.] GT